# Rosignano Sei Rose
Il Gruppo Sportivo Dilettantistico GSD ROSIGNANO 1922 è una società calcistica italiana con sede a Rosignano Solvay. Nacque nel 1922 col nome di Gruppo Sportivo Solvay.

## Storia

### Anni 20 e 30
L'attività fra le due guerre vide il GS Solvay impegnato nei campionati di II e III Divisione interregionale. Nel 1928-29 vinse vincendo tutte le partite il proprio girone e poi vinse anche il girone interregionale tosco-ligure imponendosi contro il Fassicomo Genova e guadagnandosi la promozione in II Divisione. Svolse attività fino alla stagione 1934-35 quando il club sospese l'attività calcistica a causa del volere dei gerarchi locali del regime che decisero che il suo campo sportivo (intitolato ad Ernesto Solvay) dovesse venire utilizzato come centro di addestramento della Milizia Volontaria Sicurezza.

### La ripresa dell'attività
Nel 1945, appena finita la guerra, il GS Solvay fu rifondato e la società biancoblù prese parte al campionato di Prima Divisione.
Dal 1947-48 al 1951-52 militò in Serie C. Nel 1952 la squadra, a causa di una riforma dei campionati che trasformò la Serie C in un campionato a girone unico, venne retrocessa in IV Serie dove militò per l'intero decennio ottenendo spesso ottimi piazzamenti.

### Anni 60 e 70
Nell'annata 1961/62 il Gs Solvay vince la IV serie e nel 1962/63 partecipa al campionato di Serie C Nazionale da cui retrocesse subito. Militò quindi in Serie D fino alla stagione 1965-66, anno in cui scese in Prima Categoria. 
Nel 1968 in seguito ad una fusione con un'altra società locale cambiò il nome in GS Rosignano Solvay.
Nel 1974 la squadra sale in Promozione, categoria nella quale rimane fino al 1982.
Nel 1977 il nome della squadra diviene GS Rosignano in previsione di poter diventare la squadra dell'intero comune di Rosignano Marittimo tramite fusione con le altre due società del territorio (US Castiglioncello e AS Vada) cosa che non si concretizzerà.

### Anni 80, Coppa Italia e Interregionale
Vincendo il proprio girone di Promozione Toscana nel 1981-82, il GS Rosignano approda nel Campionato Interregionale (che si può equiparare all'odierna serie D).
Nel 1985 GS Rosignano ottiene il suo successo più prestigioso vincendo la Coppa Italia Dilettanti battendo in finale a Santa Marinella (Roma) il Posillipo per 2-0.
Ma nel 1986 al termine di una stagione travagliata la squadra, dopo quattro stagioni, in Interregionale retrocede in Promozione.

### La crisi
È l'inizio di un lungo periodo di crisi. Infatti nel 1986/87 la società biancoblù retrocede ancora dalla Promozione alla Prima Categoria. Dalla quale riesce ad emergere sporadicamente, per una sola stagione, nel 1989/90, ed il nuovo decennio che nasce vede ancora la squadra tornare in Prima categoria. 
Ci vogliono ancora otto anni di tentativi per uscire definitivamente dalla Prima Categoria. Nel 1997, reduce da una crisi societaria, la squadra si fonde con l'AS Labrone (società livornese) e prende la denominazione di AS Rosignano Labrone. Nel 1997/98 finalmente la squadra vince il campionato e sale in Promozione Toscana.

### Nuovo secolo
È l'inizio di un periodo felice che rinnova gli antichi fasti dei tempi del GS Solvay. Nel 2002 Rosignano e Labrone si dividono e la società biancoblù si fonde con il Sei Rose, realtà dedita da qualche anno all'attività giovanile e assume quindi la denominazione di GS Rosignano Sei Rose. Al termine della stagione 2002/03 la squadra ottiene la promozione in, Eccellenza Toscana. Fa tre buoni campionati (nel 2004/05 arriva ai play-off col Viareggio). Poi nel 2006/07 una travagliata stagione che porta alla retrocessione in Promozione e ad una breve crisi societaria che si risolve grazie all'arrivo alla presidenza di Silvestro Polzella. Seguono due trionfali stagioni con due promozioni consecutive che portano la squadra in Serie D.
E nel corso della stagione 2009/10 da matricola terribile, impegnata in un duro girone a cui prendono parte squadre di cinque regioni (Toscana, Emilia, Veneto, Lombardia e Marche) il GS Rosignano Sei Rose si prende un sacco di soddisfazioni tra cui spicca lo storico successo per 1-0 col Pisa all'Arena Garibaldi.
Nella stagione 2010/11 continua a giocare in Serie D girone D.
Nella stagione 2012/2013 la squadra non riesce a raggiungere la salvezza e retrocede nell'Eccellenza Toscana.
La società attraversa una crisi economica e dopo due campionati in Eccellenza la squadra retrocede nuovamente finendo in Promozione.

## Colori e simboli
I suoi colori sociali sono il bianco ed il blu.

## Allenatori e presidenti
- 1946-1947  Ugo Azzali
- 1947-1948  Doninelli
- 1948-1951  Rodolfo Rispoli
- 1951-1952  Ugo Azzali
- 1952-1953  Licio Amodeo
- 1953-1956  Sergio Picco
- 1956-1958  Silio Tozzi
- 1958-1960  Mario Bachini
- 1960-1969  Mauro Maltinti
- 1969-1977  Paolo Vallebona
- 1977-1980  Francesco Pretoni
- 1980-1981  Ivanio Meini
- 1981-1984  Giorgio Becuzzi
- 1984-1986  Carlo Mantovani

...
- 1989-1990  Fabrizio Monnanni
- 1980-1981  Ivanio Meini
- 2001-2002  Domenico Iarrusso
- 2002-2005  Luciano Bocelli
- 2005-2007  Marco Neri
- 2007-2011  Silvestro Polzella

...
- 2022-In corso  Gabriele Nelli

## Palmarès

### Competizioni nazionali
- Coppa Italia Dilettanti: 1

1984-1985

### Competizioni interregionali
- Serie D: 1

1961-1962 (Girone D)

### Competizioni regionali
- Eccellenza: 1

2008-2009 (Girone A Toscana)
- Promozione: 2

1981-1982 (Girone A Toscana), 2007-2008 (Girone C Toscana)

### Competizioni giovanili
- Campionato Giovanissimi Dilettanti: 1

1986-1987